# Chollima (magazine)
Le Chollima (en coréen : 천리마) est un magazine éducatif mensuel de la république populaire démocratique de Corée. Il a été publié pour la première fois en janvier 1959, initialement pour soutenir le mouvement Chollima. L'éditeur est le comité d'édition Chollima de la maison d'édition Art and Literature Publishing House. Contrairement à la plupart des autres magazines du pays, il s'adresse au grand public.  